# Wyśnione życie aniołów
 Wyśnione życie aniołów (fr. La vie rêvée des anges) – francuski dramat filmowy z 1998 roku w reżyserii Éricka Zonki. Zdjęcia kręcono w Lille, Roubaix, Orleanie i Tours.

## Fabuła
20-letnia Isa nie ma stałego zajęcia, często podróżuje i nie ma określonego miejsca zamieszkania. Pewnego razu przyjeżdża do Lille, przemysłowego miasta na północy Francji, w którym podejmuje pracę w miejscowej szwalni. Wkrótce zostaje zwolniona, a wraz z nią z pracy odchodzi Marie. Optymistycznie nastawiona do życia Isa próbuje zaprzyjaźnić się z Marie, która jest jej przeciwieństwem. Cel ten udaje jej się tylko połowicznie, tym bardziej, kiedy Marie wchodzi w związek z właścicielem klubu nocnego, który ma doprowadzić do tragedii.

## Obsada
- Élodie Bouchez - Isa
- Natacha Régnier - Marie
- Gregoire Colin - Chris, chłopak Marie
- Joe Prestia - Fredo
- Patrick Mercado - Charly
- Francine Massenhave - Pracowniczka szpitala
- Zivko Niklevski - Jugosłowianin/ pracodawca w szwalni
- Murielle Colvez - kierowniczka zakładu
- Lyazid Ouelhadj - sprzedawca biletów
- Frédérique Hazard - Matka Marie
- Jean-Michel Lemayeux - stażysta
- Louise Motte - Sandrine Val
- Rosa Maria - Pierwsza pielęgniarka
- Corinne Masiero - Kobieta z Hollywood
- Xavier Denamur - Mężczyzna z łyżwami
- Juliette Richevaux - Solène
- Stéphanie Delerue - Léa
- Mireille Bidon - druga pielęgniarka
- Christian Cailleret - Pan Val
- Gérard Beyrand
- Benoît Tiberti
- Francine Nero
- Luc Langlet
- Claude Ulieghe
- Gricha Kowalewski
- Diane Dufour

## Nagrody
- 51. MFF w Cannes - Złota Palma (nominacja)
- 51. MFF w Cannes - najlepsza rola kobieca dla Élodie Bouchez oraz Natachy Régnier[1]

Oprócz tego film zdobył trzy nagrody filmowe Cezary, w tym dla najlepszego filmu roku oraz cztery dalsze nominacje.